# McFarland (Kalifornia)
McFarland – miasto w Stanach Zjednoczonych, w stanie Kalifornia, w hrabstwie Kern. Według spisu ludności przeprowadzonego przez United States Census Bureau, w roku 2010 miasto McFarland miało 12 707 mieszkańców.